# Julemærkehjem
Julemærkehjem er børneinstitutioner, som finansieres gennem Julemærkefonden via salg af julemærker, afholdelse af julemærkemarcher og private bidrag.
Hjemmene tager sig i korte forløb af få måneders varighed af børn i alderen 7-14 år med problemer som overvægt eller mobning.
Det første julemærkehjem blev oprettet i 1911. De fem nuværende ligger ved Kollund i Sønderjylland (julemærkehjemmet Fjordmark), i Hobro, Skælskør, i Ølsted i Nordsjælland og i Roskilde.

## Julemærkehjemmene

### Tidligere julemærkehjem
I 1911 blev Julemærkesanatoriet ved Kolding indviet, men det blev allerede samme år overdraget til Nationalforeningen til Tuberkulosens Bekæmpelse.
I 1912 blev der oprettet 2 julemærkehjem i hhv. Juelsminde og Mørkøv, og i 1914 blev julemærkehjemmet i Svendborg indviet. I 1928 blev der oprettet et hjem i Lindersvold ved Fakse.
I 1957 blev julemærkehjemmet i Juelsminde overdraget til Den Kellerske Anstalt ved Brejning. I 1970 blev julemærkehjemmet i Mørkøv overdraget til Mørkøv kommune. I 1971 blev julemærkehjemmet i Svendborg overdraget til Svendborg kommune, og Lindersvold blev overdraget til børne- og ungdomsforsorgen. 

### Fjordmark
Fjordmark er julemærkehjemmet beliggende i Kollund, Kruså ved Flensborg Fjord. Det støtter børn og unge hele året rundt.
Det blev indviet den 24. oktober 1938 for at hjælpe sønderjyske fattige og syge børn. I nyere tid er det og de fire andre julemærkehjem gået over til især at hjælpe overvægtige børn. I dag hjælper alle fem hjem børn som oplever mistrivsel. Fjordmark huser cirka 150 børn om året, som hver er på hjemmet i ti uger.

### Hobro
Julemærkehjemmet i Hobro ligger nær Mariager Fjord og det blev indviet i maj 1939. Det har plads til 48 børn.